# Златоочици
Златоо̀чици (Chrysopidae, от гр. chrysos – „златист“ и ops – „око“) – семейство насекоми от разред мрежокрили (Neuroptera) разпространени по целия свят без Антарктика. Имат две двойки нежни крила и очи със златист отблясък. Често отделните видове си приличат много на външен вид (криптидни видове) и затова броят на видовете варира значително според различните автори – от 1300 до 2000 вида. В България са регистрирани 23 вида.

## Морфология

### Имаго
Възрастните най-често са зеленикави на цвят, но някои са кафяви или червеникави. Имагото на видовете от големия род Chrysoperla променят цвета си при презимуване, вероятно със защитна цел. След смъртта им цветът също се променя, затова музейните експонати изглеждат по-бледи. Дължината им варира от 10 до около 25 mm.
Антените им са дълги, нишковидни и много подвижни. Устният апарат е хипогнатен (насочен надолу) от гризещ тип.
Имат две двойки подобни криле с гъсто жилкуване както при останалите мрежокрили. Те са прозрачни и нямат космици за разлика от много други мрежокрили.
Повечето представители на семейството (без тези от подсем. Nothochrysinae) имат тимпанен орган разположен от долната страна на предните криле в основата на радиалната жилка. С него могат да усетят ултразвуковите сигнали на прилепите, при което реагират като събират крилцата си и падат свободно към земята избягвайки хищника.

### Ларва
Ларвите на златоочиците варират по форма. Обикновено са разширени в средата, с множество четинки излизащи от двете страни. Приличат на ларвите на калинките и подобно на тях са хищни. Някои ларви събират върху гъстите си четинки отпадъци от околната среда които ги покриват като камуфлаж.

## Жизнен цикъл
Както всички мрежокрили и златоочиците претърпяват пълна метаморфоза със стадии яйце, ларва, какавида и имаго. Има видове с едно поколение и такива с няколко поколения годишно. Диапаузата настъпва при неблагоприятни условия (студ, жега, засушаване). В зависимост от вида, диапаузата се прекарва като ларва, какавида или имаго.
Почти всички видове снасят яйцата си закачени на края на тънки и дълги стъбълца които женската образува източвайки слузеста течност от специални жлези. Обикновено висят от долната страна на листата, снасяни поединично или на малки групи. Златоочиците обикновено избират места за снасяне с налична плячка за ларвите – например върху нападнато от листни въшки растение.
Ларвният стадий се състои от три възрасти. Веднага след излюпването започва ембрионалното линеене от което излиза първата възраст на ларвата. Ларвите веднага започват да се хранят с всякакви дребни насекоми като листни въшки, гъсеници, ларви и яйца на други насекоми, а понякога и себеподобни. В зависимост от вида и условията (метеорологично време, налична храна) всяка ларвна възраст трае от 2 дена до 1 – 2 седмици. Така, след няколко седмици, щом третата възраст на ларвата нарасне достатъчно, тя си намира място за какавидиране. Това става в пашкул който ларвата изплита с подобна на коприна субстанция отделяна от видоизменените ѝ малпигиеви тръбички. Какавидният стадий трае средно една седмица или цял сезон ако насекомото презимува като какавида.
Само няколко часа след излизането си от какавидата, имагото е готово да лети. Възрастните се хранят предимно с цветен прашец, нектар и мана (отделяна от листните въшки), но много от тях (родовете Anomalochrysa, Atlantochrysa, Chrysopa) допълват диетата си и с други дребни насекоми. За смилане на захарите от растителната си диета, златоочиците имат разширение на края на хранопровода в което симбиотнични дрожди ги разграждат.
За намиране на партньори златоочиците използват зрението си и феромони. При ухажването си, някои използват трептения на коремчето (наричани тремулация), които чрез субстрата (клонка, листо и т.н.) се предават и възприемат от потенциалния партньор. Всеки вид има свой собствен ритъм. Демонстрирано е, че при ухажването на някои видове от род Chrysoperla (тези от криптичната група на Chrysoperla carnea), тремулацията играе критична роля, и ако ритмите не партньорите не съвпаднат е много малко вероятно те да копулират.